# Voie-express urbaine de Casablanca
La voie-express urbaine de Casablanca est une voie-express de 20 km traversant la ville de Casablanca d'Est en Ouest. Elle a été mise en service en 1978.
En 2014, cette voie-express dont le trafic dépasse les 120 000 voitures/jour a connu un élargissement passant de 2x2 voies à 2x3 voies.

## Sorties

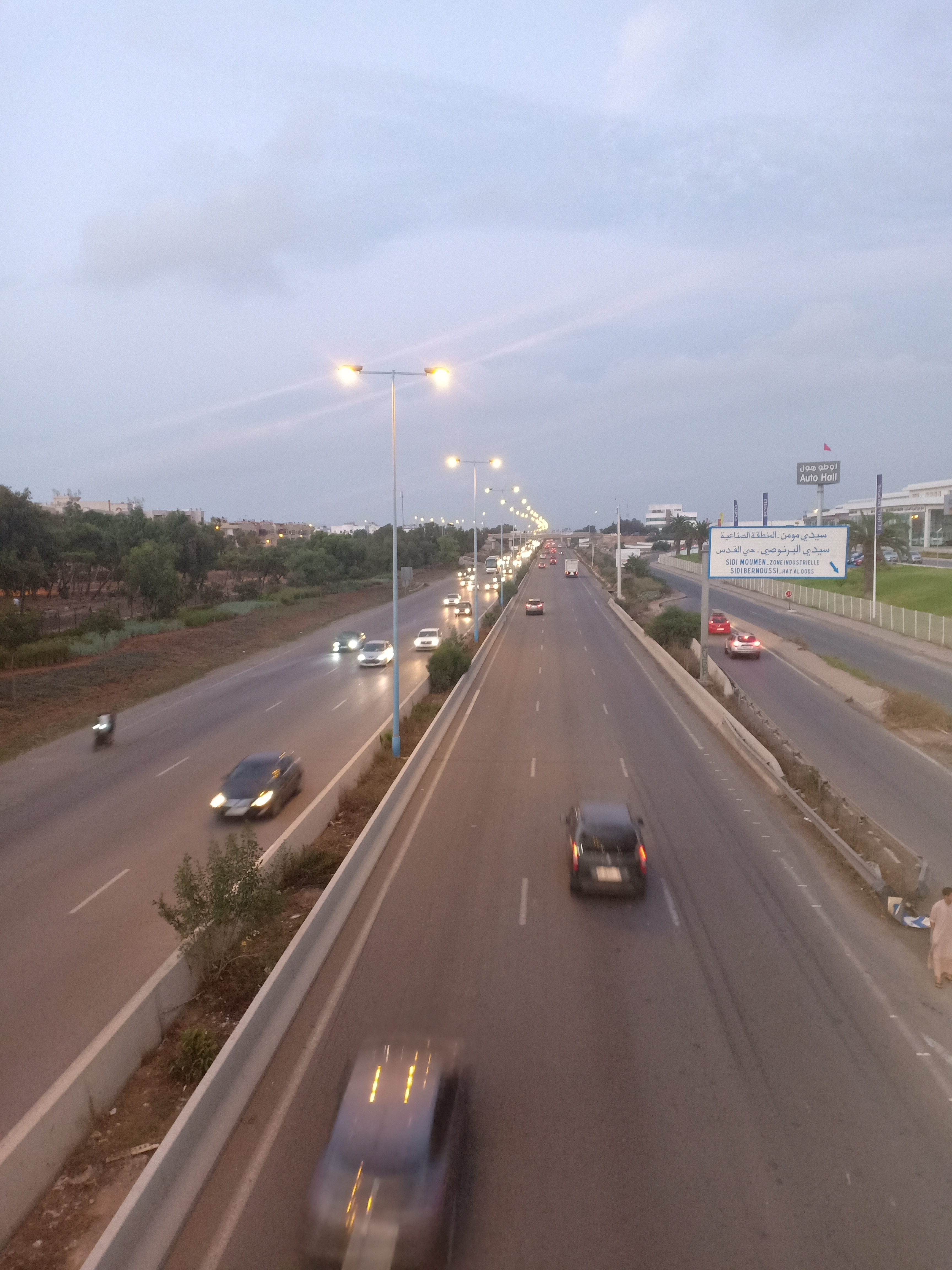
Sortie vers Sidi moumen et Sidi bernoussi.

- Ain Harrouda, Tit Mellil, Aéroport De Tit Mellil
- Zenata
- Sidi Bernoussi Hay El Qods, Sidi Moumen Zone Industrielle
- Sidi Bernoussi Zone Industrielle, Sidi Moumen Hay Alazahar
- Sidi Moumen, Ain Sbâa, Sidi Bernoussi
- Sidi Moumen, Ain Sbâa, Sidi Bernoussi
- Sidi Moumen, Ain Sbâa
- Sidi Moumen, Hay Mohammadi
- Sidi Moumen, Hay Mohammadi, Roches Noires
- Moulay Rachid, Ain Borja
- Port, Gare Routière Oulad Ziane
- Sidi Othmane, Marchés De Gros, Abattoirs Municipaux
- Ben M'Sick, Sbata
- Aïn Chock, Sbata, Ben M'Sick, Mediouna, Centre Ville
- Al Fïda, Mers Sultan, Aïn Chock
- Derb Ghallef, Centre Ville
- Derb Ghallef, California, Centre Ville
- Casablanca Centre, Anfa, Casablanca Finance City
- Marrakech, L'Oasis, Aéroport Mohamed V